# Cremastus fumeus
Cremastus fumeus är en stekelart som beskrevs av Dasch 1979. Cremastus fumeus ingår i släktet Cremastus och familjen brokparasitsteklar. Inga underarter finns listade i Catalogue of Life.